# Hermine Marie Amélie de Habsbourg-Lorraine

Hermine Marie Amélie de Habsbourg-Lorraine, archiduchesse d'Autriche (en langue allemande : Hermine Amalie Marie von Habsburg-Lothringen, Erzherzogin von Österreich), née le 14 septembre 1817 à Buda, décédée le 3 février 1842 à Vienne.
Elle fut archiduchesse d'Autriche, comtesse palatine de Hongrie, princesse-abbesse du chapitre impérial des Dames nobles de Prague .

## Biographie
Elle est la fille de l'archiduc Joseph Antoine de Habsbourg-Autriche et de son épouse, la princesse Hermine d'Anhalt-Bernbourg-Schaumbourg. Sa mère décéda des suites d'une fièvre puerpérale le 14 septembre 1817, elle laissa deux enfants en bas âge, la comtesse palatine de Hongrie et son frère jumeau, l'archiduc Étienne de Habsbourg-Lorraine furent élevés et éduqués avec les enfants de la princesse Marie-Dorothée de Wurtemberg, troisième épouse de l'archiduc Joseph de Habsbourg-Lorraine.
Les contemporains décrivirent l'archiduchesse Hermine Marie Amélie de Habsbourg-Lorraine comme une personne avenante, gentille et modeste. Elle fut une jeune femme mince, au corps frêle, sujette aux maladies. Déjà enfant, sa colonne vertébrale présentée une forte courbure. Les médecins de cette époque attribuèrent cette déformation à la tuberculose. Sans nul doute, la jeune archiduchesse dut souffrir de ce terrible handicap. Elle fut l'enfant préféré de son père. Dans l'impossibilité de se marier, à son vingt-deuxième anniversaire elle entra au chapitre impérial des Dames nobles de Prague le 16 septembre 1839, et en 1840, elle en devint abbesse.

### Décès
Le 19 février 1842, à l'âge de 24 ans, l'archiduchesse Hermine Marie Amélie de Habsbourg-Lorraine décéda subitement à Vienne. La dépouille de la comtesse palatine de Hongrie fut transférée à Buda. La cour ordonna une période de six semaines de deuil. Le corps de la comtesse palatine de Hongrie fut inhumé près de sa mère dans la crypte du château de Buda.

## Tombe de l'archiduchesse Hermine Marie Amélie de Habsbourg-Lorraine profanée
Dans les années 1970, lors de la rénovation du château de Buda détruit en 1945, les tombes des membres de la famille de Habsbourg-Lorraine, comte palatin de Hongrie furent saccagées et pillées. Le cercueil de l'archiduchesse Hermine Marie Amélie de Habsbourg-Lorraine fut également ouvert, sa dépouille fut sortie. En 1980, au cours des travaux de restauration des tombes par le professeur hongrois de biologie Stephen Kiszely (1932-), des radiographies du squelette de la princesse démontrèrent une cyphose juvénile, les examens des tissus établirent que la comtesse palatine de Hongrie décéda probablement de la typhoïde.

## Chapelle érigée en mémoire de l'archiduchesse Hermine Marie Amélie de Habsbourg-Lorraine
À Budapest, dans le parc de la ville, à l'est du Musée des Transports fut érigée une chapelle à la mémoire de l'archiduchesse Hermine Marie Amélie de Habsbourg-Lorraine, un des plus anciens édifices de style néo-gothique de la capitale hongroise. La chapelle Hermina fut construite selon les plans de l'architecte József Hild (1789-1867). La construction débuta en 1843 mais la Révolution hongroise de 1848-1849 retarda la fin des travaux. Elle fut achevée en 1854. Le 8 septembre 1856, John Scitovszky, (1785-1866) archevêque d'Esztergom consacra cette chapelle dédiée à la comtesse palatine de Hongrie, au cours de la messe de consécration, le compositeur, Franz Liszt dirigea le chœur des voix masculines.

## Généalogie
Par son père, l'archiduc Joseph-Antoine de Habsbourg-Lorraine, elle fut la petite-fille de Léopold II d'Autriche et de l'infante d'Espagne, Marie-Louise de Bourbon et arrière-petite-fille de l'empereur Francois Ier du Saint-Empire et de son épouse Marie-Thérèse Ire de Hongrie. Par sa mère Hermine d'Anhalt-Bernburg-Schaumburg elle est la petite-fille du prince souverain Victor II d'Anhalt-Bernbourg-Schaumbourg-Hoym.

## Sources
- (hu) Cet article est partiellement ou en totalité issu de l’article de Wikipédia en hongrois intitulé « Habsburg–Lotaringiai Hermina Amália főapátnő » (voir la liste des auteurs).